# Canada Masters 2008 - Qualificazioni singolare femminile
Le qualificazioni del singolare femminile del Canada Masters 2008 sono state un torneo di tennis preliminare per accedere alla fase finale della manifestazione. I vincitori dell'ultimo turno sono entrati di diritto nel tabellone principale. In caso di ritiro di uno o più giocatori aventi diritto a questi sono subentrati i lucky loser, ossia i giocatori che hanno perso nell'ultimo turno ma che avevano una classifica più alta rispetto agli altri partecipanti che avevano comunque perso nel turno finale.
Le qualificazioni del torneo Canada Masters  2008 prevedevano 37 partecipanti di cui 12 sono entrati nel tabellone principale.

## Teste di serie
1. Alla Kudrjavceva (Qualificata)
2. Julie Ditty (Qualificata)
3. Ol'ga Alekseevna Pučkova (ultimo turno)
4. Melinda Czink (Qualificata)
5. Yuan Meng (Qualificata)
6. Ol'ga Savčuk (ultimo turno)
7. Ayumi Morita (ultimo turno)
8. Lilia Osterloh (ultimo turno)
9. Jelena Pandžić (ultimo turno)
10. Ahsha Rolle (Qualificata)
11. Katie O'brien (ultimo turno)
12. Melanie South (Qualificata)

1. Varvara Lepchenko (Qualificata)
2. Tat'jana Puček (ultimo turno)
3. Michelle Larcher De Brito (Qualificata)
4. Cara Black (primo turno)
5. Abigail Spears (ultimo turno)
6. Chanelle Scheepers (Qualificata)
7. Jamea Jackson (primo turno)
8. Monique Adamczak (Qualificata)
9. Assente
10. Alexandra Stevenson (ultimo turno)
11. Alina Židkova (ultimo turno)
12. Audra Cohen (ultimo turno)

## Qualificati
1. Alla Kudrjavceva
2. Julie Ditty
3. Cara Black
4. Melinda Czink
5. Yuan Meng
6. Michelle Larcher De Brito

1. Varvara Lepchenko
2. Jamea Jackson
3. Monique Adamczak
4. Ahsha Rolle
5. Chanelle Scheepers
6. Melanie South

## Tabellone

### Legenda
| - Q = Qualificato - WC = Wild card - LL = Lucky loser | - ALT = Alternate - SE = Special Exempt - PR = Protected Ranking | - w/o = Walkover - r = Ritirato - d = Squalificato |

### Sezione 1
|  | Primo turno | Primo turno     | Primo turno     | Primo turno | Primo turno |  |  | Ultimo turno | Ultimo turno     | Ultimo turno     | Ultimo turno | Ultimo turno |  |
|  |             |                 |                 |             |             |  |  |              |                  |                  |              |              |  |
|  |             |                 |                 |             |             |  |  |              |                  |                  |              |              |  |
|  |             |                 |                 |             |             |  |  | 1            | Alla Kudrjavceva | Alla Kudrjavceva | 6            | 6            |  |
|  | 14          | Tat'jana Puček  | Tat'jana Puček  | 6           | 6           |  |  | 14           | Tat'jana Puček   | Tat'jana Puček   | 1            | 2            |  |
|  |             | Līga Dekmeijere | Līga Dekmeijere | 1           | 3           |  |  |              |                  |                  |              |              |  |

### Sezione 2
|  | Primo turno | Primo turno     | Primo turno     | Primo turno | Primo turno |  |  | Ultimo turno | Ultimo turno | Ultimo turno | Ultimo turno | Ultimo turno |  |
|  |             |                 |                 |             |             |  |  |              |              |              |              |              |  |
|  |             |                 |                 |             |             |  |  |              |              |              |              |              |  |
|  |             |                 |                 |             |             |  |  | 2            | Julie Ditty  | Julie Ditty  | 6            | 6            |  |
|  | 24          | Audra Cohen     | Audra Cohen     | 6           | 6           |  |  | 24           | Audra Cohen  | Audra Cohen  | 1            | 3            |  |
|  |             | Marianne Jodoin | Marianne Jodoin | 0           | 0           |  |  |              |              |              |              |              |  |

### Sezione 3
|  | Primo turno | Primo turno       | Primo turno       | Primo turno | Primo turno |  |  | Ultimo turno | Ultimo turno             | Ultimo turno             | Ultimo turno | Ultimo turno |  |
|  |             |                   |                   |             |             |  |  |              |                          |                          |              |              |  |
|  |             |                   |                   |             |             |  |  |              |                          |                          |              |              |  |
|  |             |                   |                   |             |             |  |  | 3            | Ol'ga Alekseevna Pučkova | Ol'ga Alekseevna Pučkova | 3            | 0r           |  |
|  |             | Cara Black        | Cara Black        | 7           | 7           |  |  |              | Cara Black               | Cara Black               | 6            | 1            |  |
|  | 16          | Sesil Karatančeva | Sesil Karatančeva | 6           | 5           |  |  |              |                          |                          |              |              |  |

### Sezione 4
|  | Primo turno | Primo turno      | Primo turno      | Primo turno | Primo turno |  |  | Ultimo turno | Ultimo turno   | Ultimo turno   | Ultimo turno | Ultimo turno |  |
|  |             |                  |                  |             |             |  |  |              |                |                |              |              |  |
|  |             |                  |                  |             |             |  |  |              |                |                |              |              |  |
|  |             |                  |                  |             |             |  |  | 4            | Melinda Czink  | Melinda Czink  | 6            | 6            |  |
|  | 17          | Abigail Spears   | Abigail Spears   | 6           | 6           |  |  | 17           | Abigail Spears | Abigail Spears | 4            | 2            |  |
|  |             | Eugenie Bouchard | Eugenie Bouchard | 3           | 4           |  |  |              |                |                |              |              |  |

### Sezione 5
|  | Primo turno | Primo turno | Primo turno | Primo turno | Primo turno |  |  | Ultimo turno | Ultimo turno      | Ultimo turno      | Ultimo turno | Ultimo turno |  |
|  |             |             |             |             |             |  |  |              |                   |                   |              |              |  |
|  |             |             |             |             |             |  |  |              |                   |                   |              |              |  |
|  |             |             |             |             |             |  |  | 5            | Yuan Meng         | Yuan Meng         | 6            | 6            |  |
|  |             |             |             |             |             |  |  |              | Kim-Alice Grajdek | Kim-Alice Grajdek | 1            | 2            |  |
|  |             |             |             |             |             |  |  |              |                   |                   |              |              |  |

### Sezione 6
|  | Primo turno | Primo turno               | Primo turno               | Primo turno | Primo turno |  |  | Ultimo turno | Ultimo turno              | Ultimo turno              | Ultimo turno | Ultimo turno |  |
|  |             |                           |                           |             |             |  |  |              |                           |                           |              |              |  |
|  |             |                           |                           |             |             |  |  |              |                           |                           |              |              |  |
|  |             |                           |                           |             |             |  |  | 6            | Ol'ga Savčuk              | Ol'ga Savčuk              | 2            | 4            |  |
|  | 15          | Michelle Larcher De Brito | Michelle Larcher De Brito | 6           | 6           |  |  | 15           | Michelle Larcher De Brito | Michelle Larcher De Brito | 6            | 6            |  |
|  |             | Katarena Paliivets        | Katarena Paliivets        | 1           | 1           |  |  |              |                           |                           |              |              |  |

### Sezione 7
|  | Primo turno | Primo turno       | Primo turno       | Primo turno | Primo turno |  |  | Ultimo turno | Ultimo turno      | Ultimo turno | Ultimo turno | Ultimo turno |  |
|  |             |                   |                   |             |             |  |  |              |                   |              |              |              |  |
|  |             |                   |                   |             |             |  |  |              |                   |              |              |              |  |
|  |             |                   |                   |             |             |  |  | 7            | Ayumi Morita      | 3            | 7            | 2            |  |
|  | 13          | Varvara Lepchenko | Varvara Lepchenko | 6           | 7           |  |  | 13           | Varvara Lepchenko | 6            | 5            | 6            |  |
|  |             | Neha Uberoi       | Neha Uberoi       | 2           | 5           |  |  |              |                   |              |              |              |  |

### Sezione 8
|  | Primo turno | Primo turno   | Primo turno   | Primo turno | Primo turno |  |  | Ultimo turno | Ultimo turno   | Ultimo turno | Ultimo turno | Ultimo turno |  |
|  |             |               |               |             |             |  |  |              |                |              |              |              |  |
|  |             |               |               |             |             |  |  |              |                |              |              |              |  |
|  |             |               |               |             |             |  |  | 8            | Lilia Osterloh | 4            | 6            | 4            |  |
|  |             | Jamea Jackson | Jamea Jackson | 7           | 6           |  |  |              | Jamea Jackson  | 6            | 2            | 6            |  |
|  | 19          | Angela Haynes | Angela Haynes | 65          | 3           |  |  |              |                |              |              |              |  |

### Sezione 9
|  | Primo turno | Primo turno      | Primo turno    | Primo turno | Primo turno |  |  | Ultimo turno | Ultimo turno     | Ultimo turno     | Ultimo turno | Ultimo turno |  |
|  |             |                  |                |             |             |  |  |              |                  |                  |              |              |  |
|  | 9           | Jelena Pandžić   | Jelena Pandžić | 6           | 6           |  |  |              |                  |                  |              |              |  |
|  |             | Melanie Gloria   | Melanie Gloria | 2           | 4           |  |  | 9            | Jelena Pandžić   | Jelena Pandžić   | 0            | 3            |  |
|  | 20          | Monique Adamczak | 5              | 6           | 6           |  |  | 20           | Monique Adamczak | Monique Adamczak | 6            | 6            |  |
|  |             | Dar'ja Kustova   | 7              | 1           | 4           |  |  |              |                  |                  |              |              |  |

### Sezione 10
|  | Primo turno | Primo turno       | Primo turno | Primo turno | Primo turno |  |  | Ultimo turno | Ultimo turno        | Ultimo turno | Ultimo turno | Ultimo turno |  |
|  |             |                   |             |             |             |  |  |              |                     |              |              |              |  |
|  | 10          | Ahsha Rolle       | 6           | 3           | 6           |  |  |              |                     |              |              |              |  |
|  |             | Valérie Tétreault | 1           | 6           | 3           |  |  | 10           | Ahsha Rolle         | 6            | 2            | 7            |  |
|  |             |                   |             |             |             |  |  | 22           | Alexandra Stevenson | 1            | 6            | 5            |  |
|  |             |                   |             |             |             |  |  |              |                     |              |              |              |  |

### Sezione 11
|  | Primo turno | Primo turno        | Primo turno        | Primo turno | Primo turno |  |  | Ultimo turno | Ultimo turno       | Ultimo turno | Ultimo turno | Ultimo turno |  |
|  |             |                    |                    |             |             |  |  |              |                    |              |              |              |  |
|  | 11          | Katie O'brien      | Katie O'brien      | 6           | 6           |  |  |              |                    |              |              |              |  |
|  |             | Danielle Mills     | Danielle Mills     | 4           | 3           |  |  | 11           | Katie O'brien      | 3            | 6            | 3            |  |
|  | 18          | Chanelle Scheepers | Chanelle Scheepers | 6           | 6           |  |  | 18           | Chanelle Scheepers | 6            | 4            | 6            |  |
|  |             | Gabriela Dabrowski | Gabriela Dabrowski | 4           | 2           |  |  |              |                    |              |              |              |  |

### Sezione 12
|  | Primo turno | Primo turno           | Primo turno           | Primo turno | Primo turno |  |  | Ultimo turno | Ultimo turno  | Ultimo turno | Ultimo turno | Ultimo turno |  |
|  |             |                       |                       |             |             |  |  |              |               |              |              |              |  |
|  | 12          | Melanie South         | Melanie South         | 6           | 6           |  |  |              |               |              |              |              |  |
|  |             | Elianne Douglas-Miron | Elianne Douglas-Miron | 0           | 1           |  |  | 12           | Melanie South | 3            | 6            | 6            |  |
|  |             |                       |                       |             |             |  |  | 23           | Alina Židkova | 6            | 3            | 4            |  |
|  |             |                       |                       |             |             |  |  |              |               |              |              |              |  |